# 曼萨 (旁遮普邦)
曼萨（Mansa），是印度旁遮普邦Mansa县的一个城镇。总人口72608（2001年）。

## 人口
该地2001年总人口72608人，其中男性38733人，女性33875人；0—6岁人口8635人，其中男4921人，女3714人；识字率65.02%，其中男性为69.90%，女性为59.44%。